# Arbeitskreis gemeinnütziger Jugendaustauschorganisationen
Der Arbeitskreis gemeinnütziger Jugendaustauschorganisationen (AJA) ist der parteipolitisch und konfessionell unabhängige Dachverband gemeinnütziger Jugendaustauschorganisationen in Deutschland, der sich für die Förderung von langfristigem Schüleraustausch als Mittel zur kulturellen Verständigung einsetzt. Bei der Fachstelle für Internationale Jugendarbeit der Bundesrepublik Deutschland (IJAB) e. V. repräsentiert AJA als einzige Organisation den langfristigen Schüleraustausch.

## Entwicklung
AJA wurde 1993 gegründet. Dabei schlossen sich die Organisationen AFS Interkulturelle Begegnungen  e. V., Deutsches Youth For Understanding Komitee e. V., Experiment e. V. und Partnership International e. V. auf Basis gemeinsamer Qualitätskriterien zusammen. Seither sind auch der Rotary Jugenddienst Deutschland e.V.(RJD) und Open Door International e.V. dem AJA beigetreten. Sprecher des AJA ist in einem jährlichen Rotationsverfahren einer der Geschäftsführer der Mitgliedsorganisationen, seit 2004 besitzt AJA auch eine Repräsentanz in Berlin.

## Tätigkeit
AJA will die Öffentlichkeit besonders auf die Bildungswirkung von einjährigem Schüleraustausch aufmerksam machen und dessen Ausbau fördernd mitgestalten.
Dabei setzt er sich für die Sicherung von Qualität im internationalen Schüleraustausch ein und entwickelt mit seinen Mitgliedern gemeinsame Qualitätskriterien, die allen Interessierten Orientierung im Bereich des Jugendaustauschs bieten sollen. Bei der Verbesserung der Rahmenbedingungen und Anerkennungsrichtlinien von Auslandsschuljahren arbeitet der AJA eng mit nationalen und internationalen Akteuren der Politik zusammen. Hierbei legt AJA besonderen Wert auf den Ausbau des Jugendaustauschs in den neuen EU-Mitgliedsstaaten und die Entwicklung finanzieller Fördermöglichkeiten durch die Politik, um den Schüleraustausch künftig in allen Ländern und für alle Schüler möglich zu machen.
Als Dachverband koordiniert AJA dazu stets den Austausch und die Zusammenarbeit seiner Mitglieder und vertritt sie gegenüber den Medien und der Politik.
Ferner kooperiert AJA bundesweit mit zahlreichen Schulen, um dort die Förderung des interkulturellen Lernens zu optimieren.
Im Zuge seiner Arbeit veröffentlicht der AJA Stellungnahmen, Kriterienkataloge und Informationen zu verschiedenen Themen und fungiert als Veranstalter oder Kooperationspartner bei vielfältigen Projekten und Fachtagungen.

## Jugendaustausch
Die Zusammenarbeit mit seinen Mitgliedern sowie mit externen Akteuren aus verschiedenen Bereichen des gesellschaftlichen, politischen und wirtschaftlichen Lebens bedeutet für den AJA, die Leistungen des Jugendaustauschs zu betonen und zu entfalten.
Jugendaustausch bedeutet für den Arbeitskreis:
- Persönlichkeitsentwicklung und berufliche Qualifikation durch die Ausbildung sozialer und interkultureller Kompetenzen,
- Interkulturelles Lernen durch die Reflexion über die eigene und die fremde kulturelle Identität,
- Internationale Verständigung durch die Förderung von Verständnis und Verantwortung gegenüber der eigenen und der fremden Kultur sowie
- einen Beitrag zur auswärtigen Kulturpolitik durch den interkulturellen Dialog, zu dem die Jugendlichen als Botschafter des Heimat- bzw. des Gastlandes anregen.

## Qualität im Jugendaustausch
Gestützt auf ehrenamtliches Engagement führen die Mitglieder langfristige, bildungsorientierte Schüleraustauschprogramme durch. Unabhängig von Hautfarbe, Religion und politischer Überzeugung wollen sie mit ihrer Arbeit interkulturelles Lernen, Verständigung, Eigenverantwortlichkeit, Toleranz und Respekt für andere Lebensweisen fördern und damit einen Beitrag zur Demokratie- und Friedenserziehung leisten.
Mitglieder haben sich dabei auf Basis gemeinsamer Qualitätskriterien zusammengeschlossen, die das Profil der Organisationen prägen. Qualität im internationalen Jugendaustausch bedeutet für die Organisation,
- den weltweiten Austausch durch Entsende- und Aufnahmeprogramme zu fördern,
- im Sinne der Gemeinnützigkeit alle Mittel ausschließlich für Bildungsangebote, Programmentwicklung und Stipendien bereitzustellen,
- Ehrenamtlichkeit als organisatorisches Prinzip bei allen Mitgliedern umzusetzen,
- eine sorgfältige Auswahl und Betreuung vor, während und nach dem Austauschjahr zu gewährleisten und
- eine Transparenz von Kosten und Leistung sicherzustellen.